# Gondenans-les-Moulins
Gondenans-les-Moulins település Franciaországban, Doubs megyében. Lakosainak száma 83 fő (2022. január 1.). Gondenans-les-Moulins Rougemont és Romain községekkel határos.

## Népesség
A település népességének változása:
| Lakosok száma | 58   | 60   | 54   | 71   | 77   | 76   | 72   | 73   | 76   | 83   |
|               | 1968 | 1982 | 1990 | 2006 | 2013 | 2015 | 2017 | 2019 | 2020 | 2022 |